# Technische Universität Hamburg
Die Technische Universität Hamburg (kurz TUHH oder TU Hamburg, englisch: Hamburg University of Technology, bis 2018 Technische Universität Hamburg-Harburg) ist eine staatliche Universität in Hamburg und gehört zu den jüngsten technischen Universitäten in Deutschland. Sie wurde 1978 gegründet und liegt im Stadtteil Harburg.
Rund 100 Professoren unterrichten die 7.400 Studierenden in 35 Bachelor- und Masterstudiengängen. Eine Besonderheit der Hochschule ist die Untergliederung in Forschungsfelder und Studiendekanate anstelle von Fakultäten, was eine engere Zusammenarbeit der verschiedenen Institute ermöglichen soll.

## Geschichte
Pläne für eine Technische Hochschule im Niederelberaum reichen bis in das Jahr 1928 zurück. Damals verfasste Max Brauer die Denkschrift "Die Technische Hochschule an der Niederelbe", in der er sich für eine zukünftige Technische Hochschule im Niederelberaum aussprach. Sie wurde schließlich 1978 unter dem Namen Technische Universität Hamburg-Harburg mit dem Ziel gegründet, den Strukturwandel in der Region zu fördern. Nachdem 1980 die Forschungstätigkeit aufgenommen worden war, begann 1982/1983 der Lehrbetrieb. Zunächst wurden in den ersten Jahren noch Vorlesungen in Kneipen gehalten, später dann in den Einrichtungen und entstehenden Gebäuden auf dem Campus.
1979 wurde die Universitätsbibliothek der Technischen Universität Hamburg gegründet.
Die 1982 eingerichtete hochschuleigene Technologietransferstelle wurde 1992 als erste ihrer Art in Deutschland in eine eigene Gesellschaft (seit 2004: TuTech Innovation GmbH) ausgegründet und ist ein Dienstleister für Hamburger Hochschulen und in ihrem Umfeld entstandene Startup-Unternehmen. Die TuTech Innovation GmbH hat ihren Sitz im Harburger Binnenhafen (channel Hamburg).
Im Juli 1998 gründete die TUHH das Northern Institute of Technology Management (NIT). Die durch teilnehmerfinanzierte Studienangebote sowie Industriestipendien getragene gemeinnützige GmbH bietet zusammen mit der TUHH englischsprachige Masterprogramme im Bereich "Technology Management" (M.A./MBA) an.
Neben dem NIT befand sich in den Jahren 2007 bis 2009 auch die Kühne School of Logistics and Management, die als Business School der TUHH in Zusammenarbeit mit der Kühne-Stiftung aus der 2003 gegründeten Hamburg School of Logistics hervorging. Die Kühne School verzog mit der Umwandlung zur eigenständigen privaten Kühne Logistics University in die HafenCity und die TUHH gab ihre Anteile an der Kühne School zurück.
Im Sommer 2005 wurden zwei neue Gebäude fertiggestellt. In diesen wurden zunächst die „Schiffbauer“ und die „Stadtplaner“ untergebracht, die vorher im Lämmersieth in Barmbek und in der Woellmerstraße in Heimfeld untergebracht waren. Die Stadtplaner wurden 2006 in die HafenCity Universität Hamburg überführt. Zum April 2009 zogen die Stadtplaner in die Averhoffstraße auf der Uhlenhorst, sodass die Räume von der TUHH genutzt werden konnten.
Von Oktober 2011 bis März 2015 führte Viktor Sigrist das Amt des Vizepräsidenten für Strukturentwicklung. Er betreute den Ausbau des Ostflügels der Schwarzenbergkaserne sowie die Herrichtung des ehemaligen Bezirksgesundheitsamtes.
Im Oktober 2017 wurde der Informatikprofessor Hendrik Brinksma zu Garabed Antranikians Nachfolger als Präsident der TU gewählt. Brinksma übernahm im Frühjahr 2018 das Amt. Im vorangegangenen Dezember war der Biologe Dieter Jahn von seiner Zusage zur Amtsübernahme abgesprungen. Mit dem „Gesetz zur Umbenennung der Technischen Universität Hamburg-Harburg“ vom 29. Mai 2018 wurde der Stadtteilname Harburg aus dem Namen der Universität gestrichen, die Abkürzung TUHH wird weiterhin verwendet. Ed Brinksma gab sein Amt zum Ende August 2020 auf und folgte einem Angebot als Präsident der Erasmus-Universität Rotterdam. Er hatte das Amt des Präsidenten der TU Hamburg für zweieinhalb Jahre inne.
Der Akademische Senat der Technischen Universität Hamburg wählte im Januar 2021 Andreas Timm-Giel zum neuen Präsidenten der TU Hamburg. Der Hochschulrat bestätigte die Wahl. Der Amtsantritt erfolgte zum 2. Quartal 2021, die Amtseinführung zum Juni 2021. Dazwischen führte Timm-Giel die Amtsgeschäfte des Präsidenten kommissarisch.
Im Mai 2024 eröffnete die TU Hamburg den weltweit ersten United Nations University Hub mit Klimaschwerpunkt. Partner ist das UNU-Institut für Wasser, Umwelt und Gesundheit (UNU-INWEH) mit Sitz in Richmond Hill, Ontario, Kanada. Das UNU-INWEH arbeitet an wichtigen Nachhaltigkeitsfragen und forscht zu Wasser-, Umwelt- und Gesundheitsproblemen auf der ganzen Welt. Außerdem wird die TU Hamburg mit dem UNU-Institut für integriertes Management von Materialflüssen und Ressourcen (UNU-FLORES) und dem UNU-Institut für Umwelt und menschliche Sicherheit (UNU-EHS) kooperieren.

## Campus

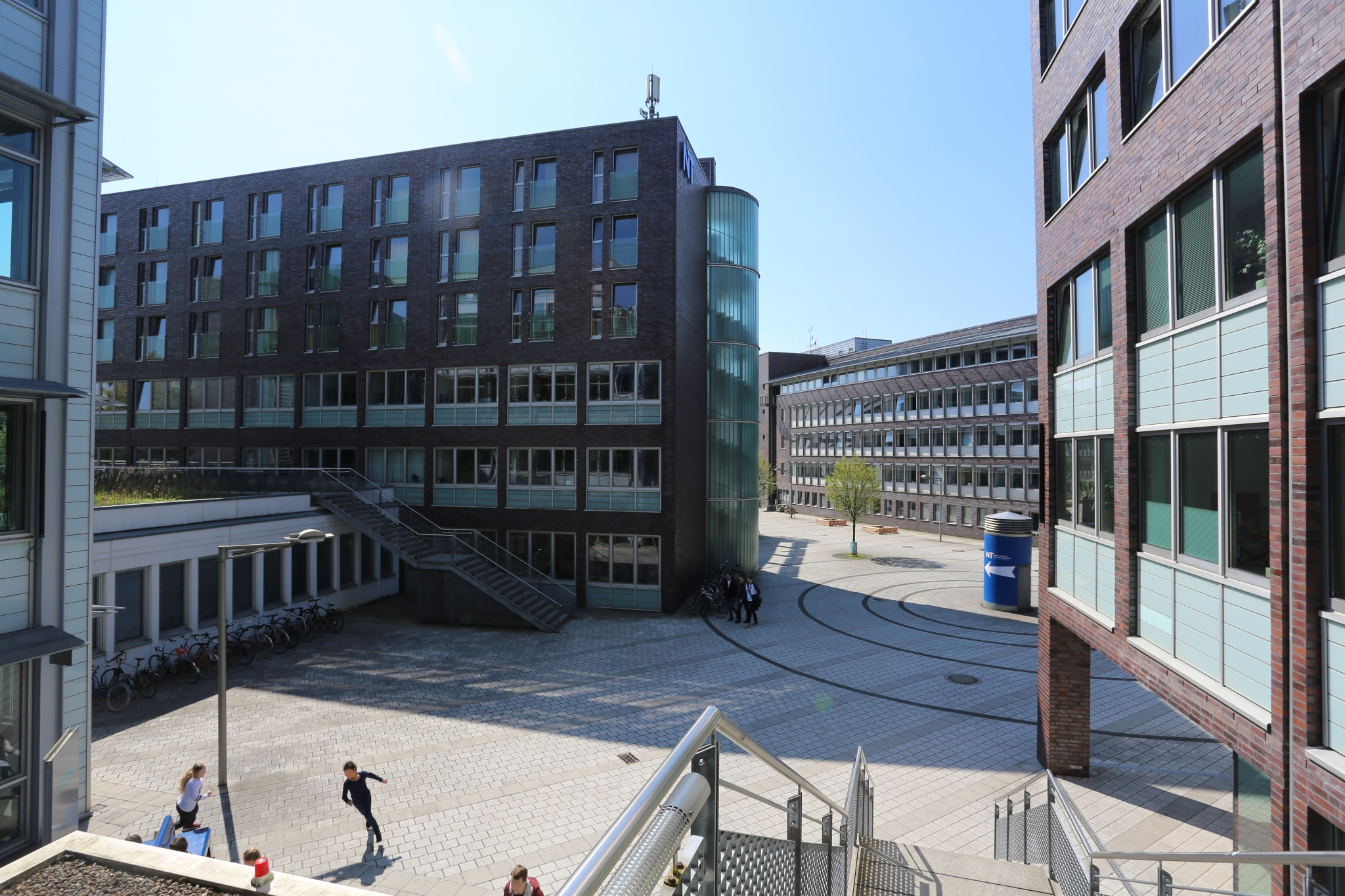
Blick über den Campus der TUHH

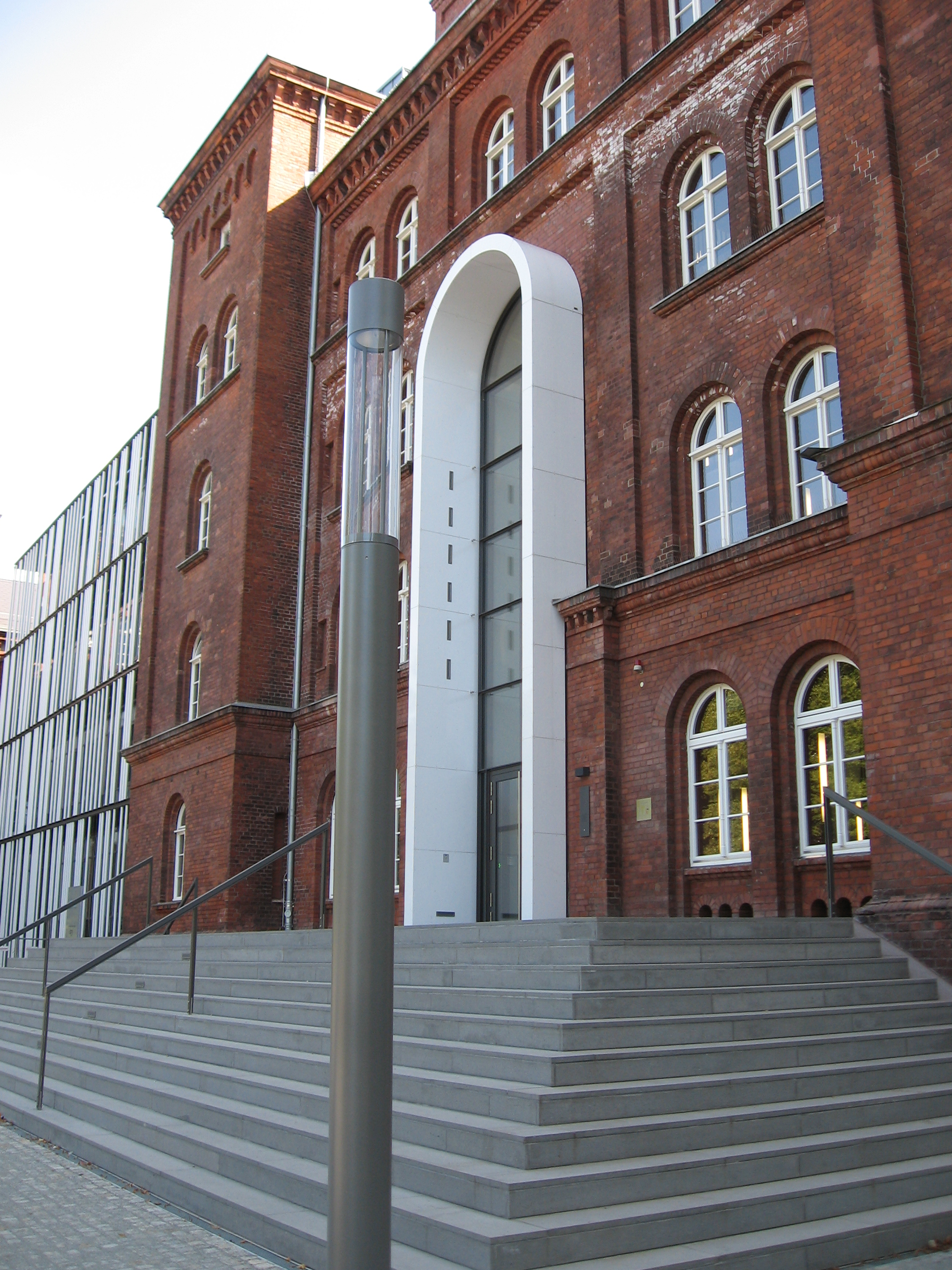
Hauptgebäude nach Grundsanierung der ehemaligen Pionierkaserne Harburg

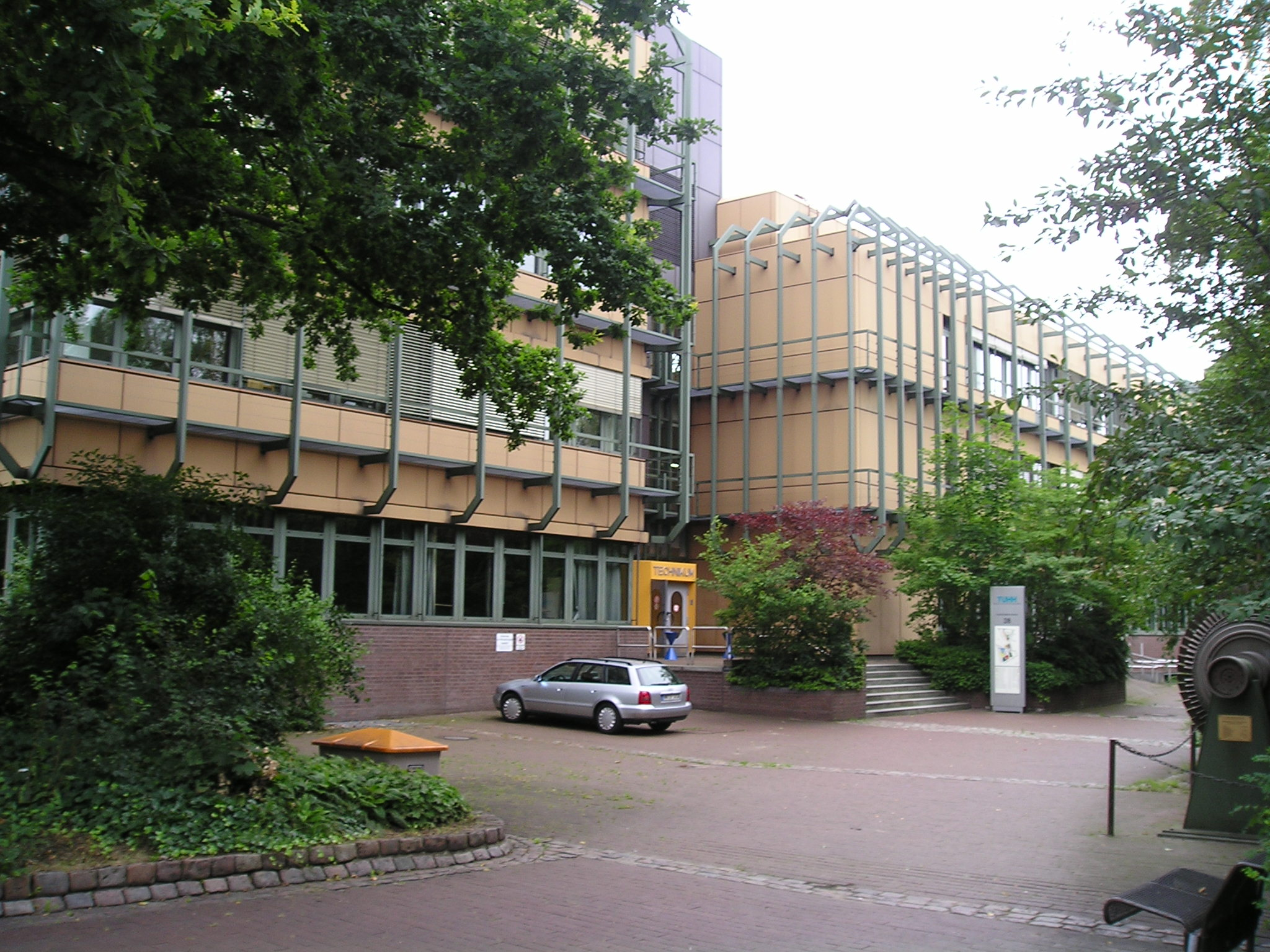
Blick auf das Technikum der TU Hamburg (von Süden)

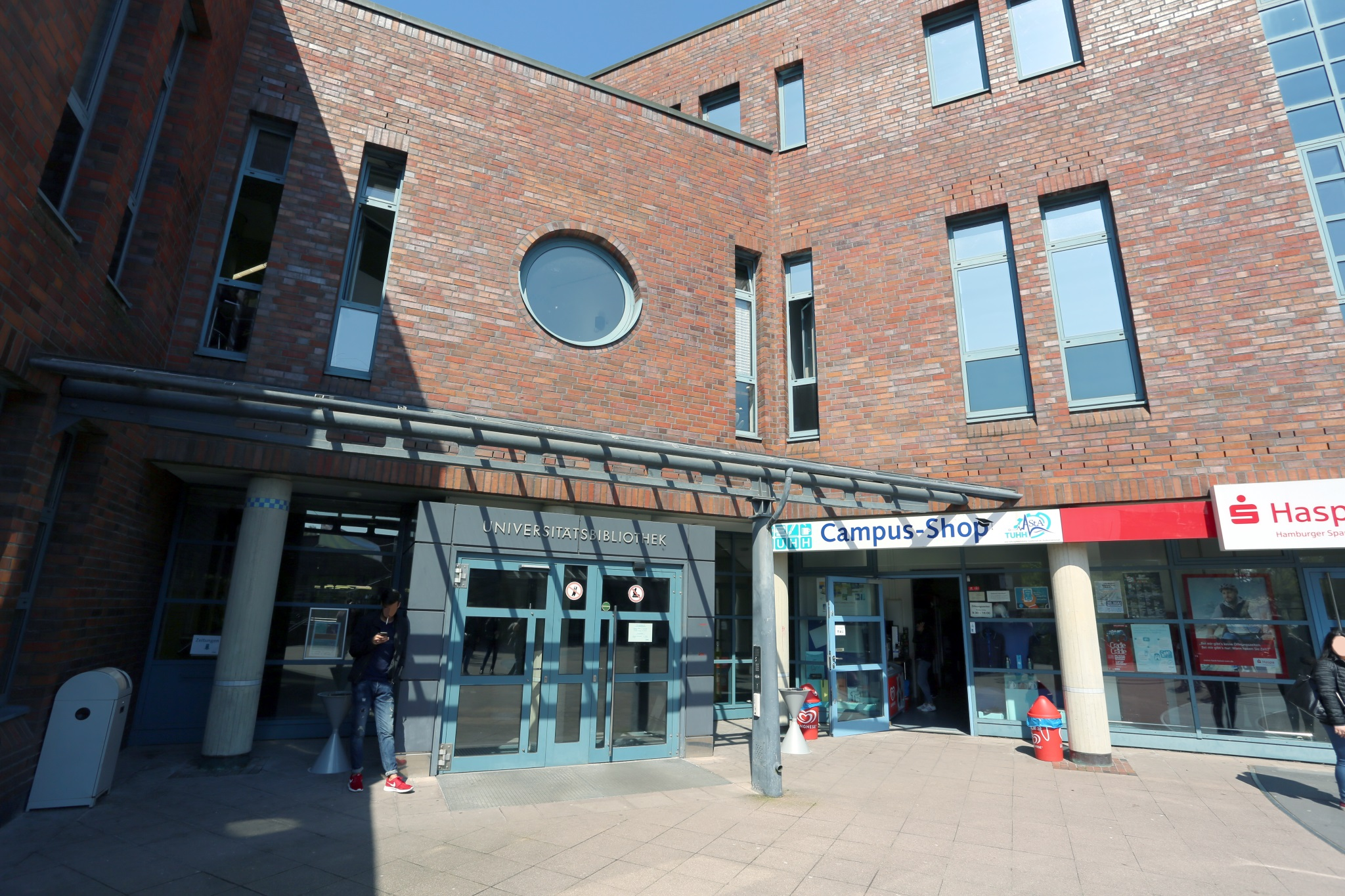
Universitätsbibliothek der Technischen Universität Hamburg

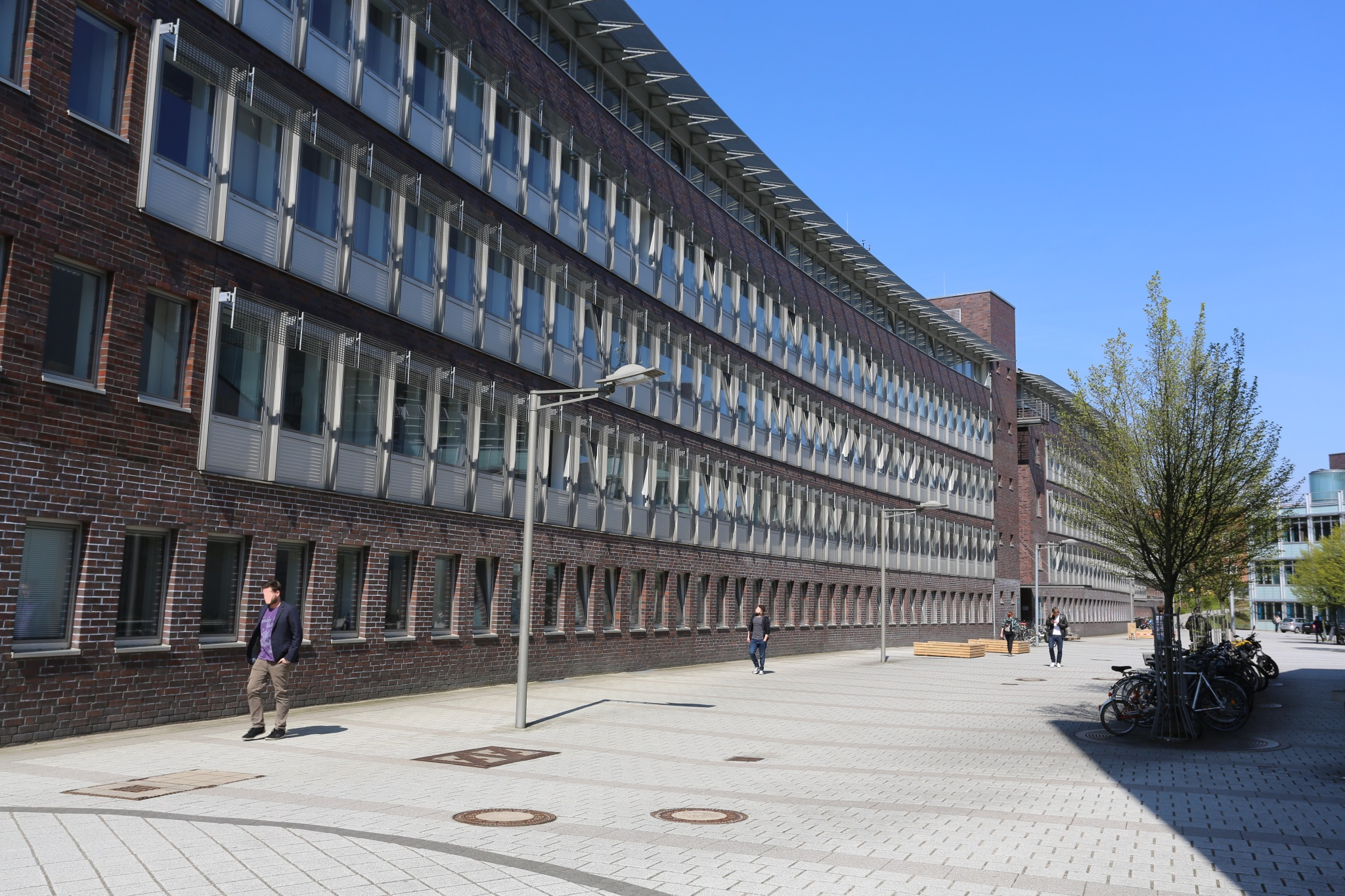
Gebäude E, der sogenannte Lindwurm.

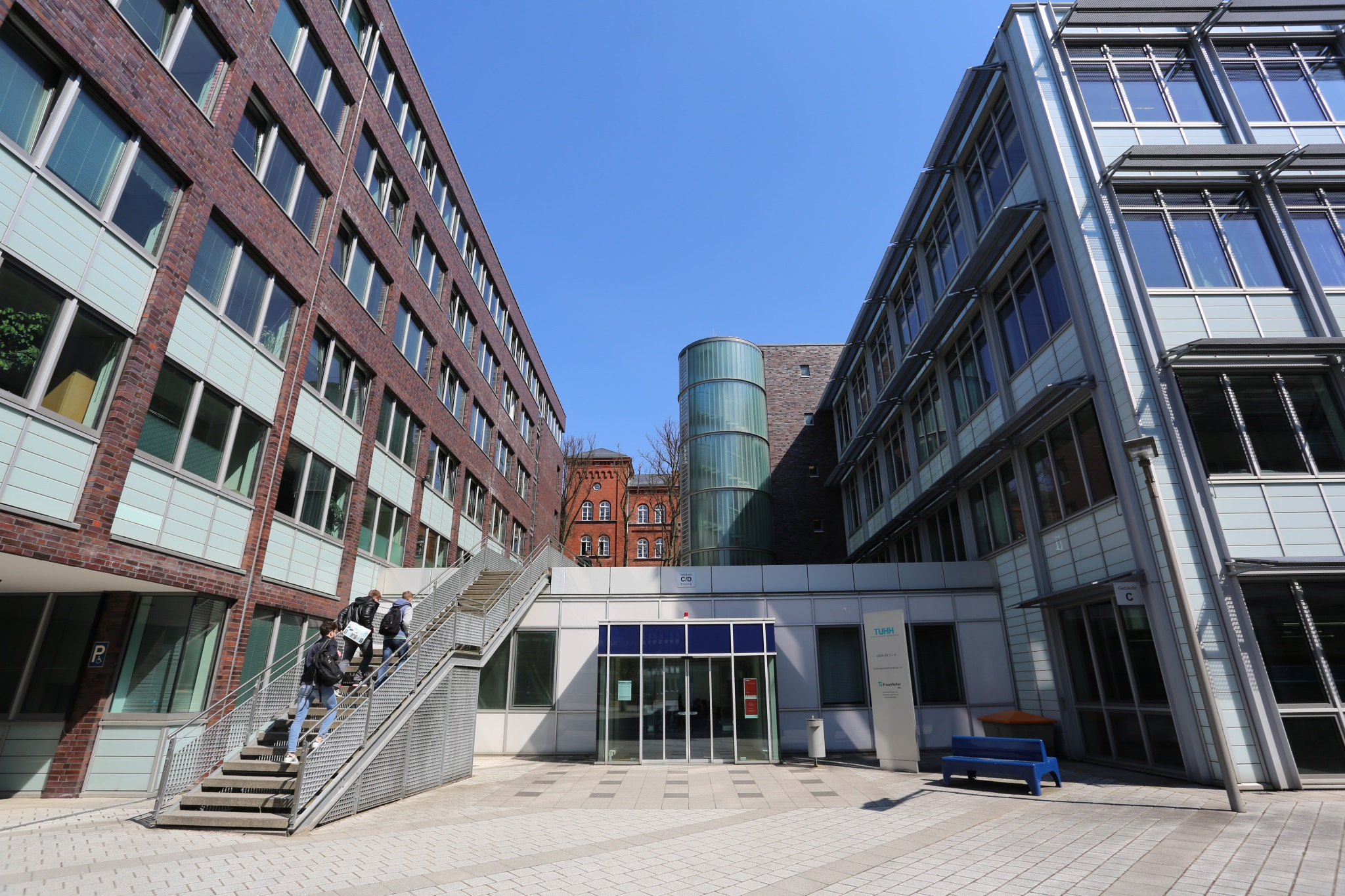
Gebäude C und D

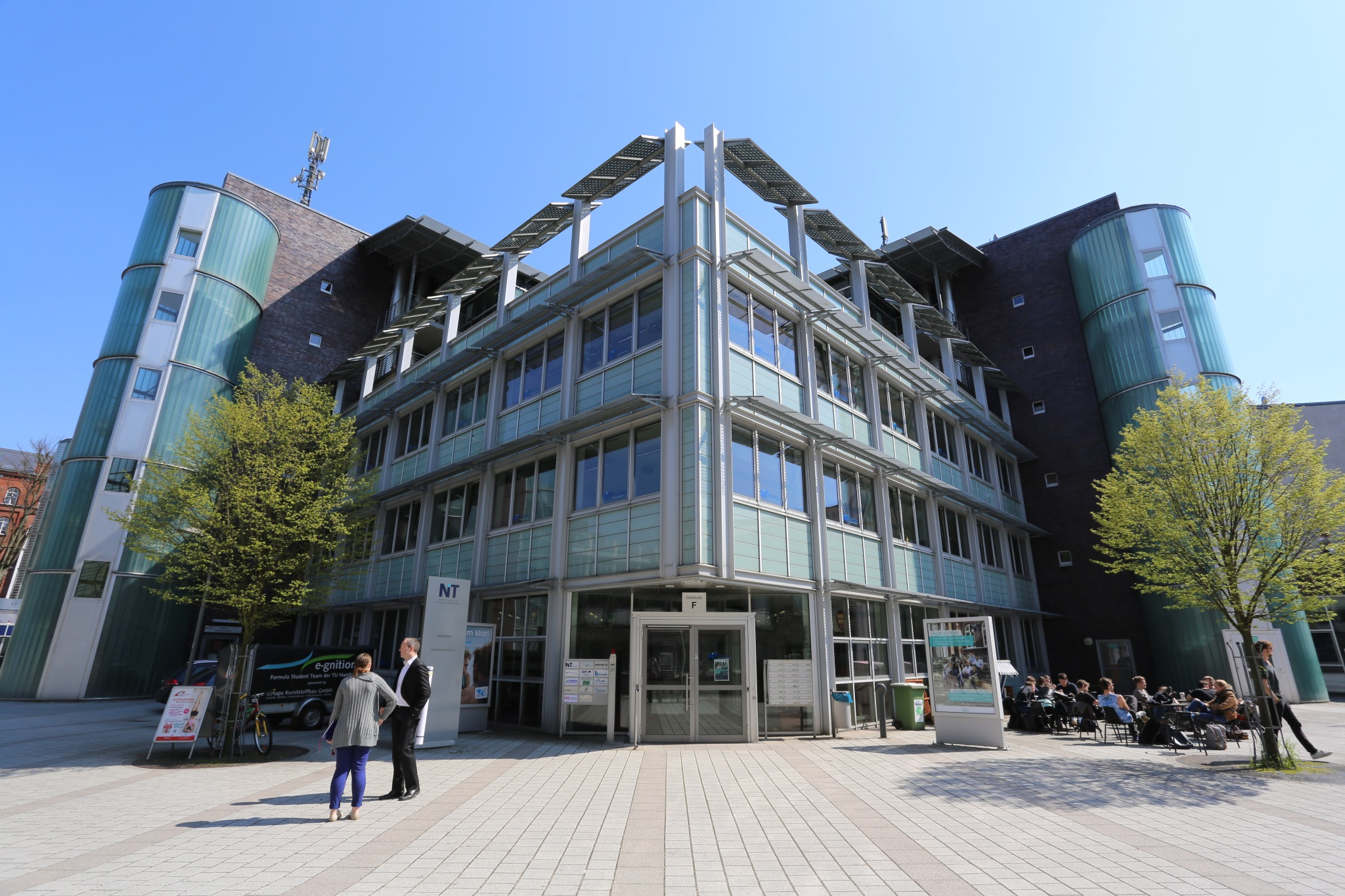
NIT (Gebäude F)

Die TU Hamburg ist größtenteils eine Campusuniversität. Ihre Gebäude sind fast alle zwischen der Eißendorfer Straße und der Straße „Am Schwarzenberg-Campus“ zu finden. Einzige Außenstellen sind in der Harburger Schloßstraße, in der Blohmstraße und im Schloßmühlendamm, sowie im Technologiezentrum Hamburg-Finkenwerder (THF). Seit November 2019 hat die TU Hamburg auch Flächen im "HIP ONE" im Harburger Binnenhafen.
Die Denickestraße teilt den eigentlichen Campus in eine nördliche und eine südliche Hälfte. Der südliche Teil ist in einen Park eingebettet. Hier findet man unter anderem drei Teiche. Der nördliche Teil ist fast vollständig gepflastert.
Das Studierendenwerk Hamburg betreibt die Mensa an der Denickestraße, seit März 2013 den Café-Shop insgrüne sowie seit der Eröffnung des Gebäudes B im November 2021 auch im oberen Teil des Campus das "ZessP" als Cafeteria, dessen Name lautschriftlich den Gebäudenamen wiedergibt: ZSP, das Zentrum für Studium und Promotion. Der Neubau bietet auf fast 2.000 Quadratmetern vielseitig nutzbare Räumlichkeiten für neue Juniorprofessuren, die Graduiertenakademie, das TU-Exzellenzkolleg und studentische Arbeitsgruppen mit rund 70 Arbeitsplätzen. Gegenüber der Mensa befindet sich die Universitätsbibliothek. Im Gebäude der Universitätsbibliothek befindet sich zudem der Campusshop und ein Service Point der Haspa. Des Weiteren ist im Gebäude F das Northern Institute of Technology (NIT), ein Café, sowie ein Fitnessstudio angesiedelt.
Im März 2015 wurde das Teilstück der Schwarzenbergstraße, das am nördlichen Ende des Campus zwischen Bissing- und Kasernenstraße läuft, durch den Präsidenten Antranikian und den Harburger Bezirksamtsleiter Thomas Völsch in „Am Schwarzenberg-Campus“ feierlich umbenannt.
Die Veloroute 11, die von Hamburg-Eißendorf bis in die Hamburger Innenstadt führt, verläuft über das Gelände der TUHH. Ihr westlicher Teil, die Denickestraße, ist als Fahrradstraße ausgebaut.

### Gebäude
Einige der Gebäude haben im Laufe der Jahre Eigennamen erhalten. So wird das langgestreckte Gebäude Am Schwarzenberg-Campus 3 Lindwurm genannt. Andere Gebäude haben Namen wie Tortenstück (Audimax I), Wache (Gebäude G) oder Badewanne (Gebäude N). Das Gebäude Kasernenstraße 10 wurde Baracke genannt. Es stand der Studierendenschaft zur Verfügung und wurde von dieser in Eigenregie verwaltet. Das in diesem Gebäude beheimatete Sofa-Café ist mittlerweile in das A-Gebäude umgezogen.
Im August 2009 wurde bekannt gegeben, dass die in unmittelbarer Nachbarschaft gelegene ehemalige Pionierkaserne nach einer Grundsanierung als neues Hauptgebäude genutzt werden wird. Der Entwurf, der durch das Architektenbüro von Meinhard von Gerkan eingebracht wurde, erhält das denkmalgeschützte Gebäude weitestgehend und setzt Glashöfe zwischen die Gebäudeteile. Neben den 26,6 Millionen Euro aus öffentlichen Mitteln flossen auch 5 Millionen Euro aus Studiengebühren in die Sanierung der Kaserne. Die Grundsteinlegung für das neue Hauptgebäude erfolgte am 17. September 2010, die feierliche Eröffnung erfolgte am 24. August 2012. Im März 2015 wurde das ehemalige Gesundheitsamt als Gebäude Q eröffnet. Ende April 2015 wurde der sanierte Ostflügel feierlich eröffnet.
Das Hauptgebäude beherbergt auch das Studentische Lern- und Kommunikationszentrum, das unter Verwaltung des AStA steht und den Studenten 1000 m² zusätzliche Lernräume bietet.
Mit der Fertigstellung und dem Bezug des Gebäudes B wurde 2020 zusätzliche Kapazität auf dem Campus geschaffen. Dort befinden sich auf knapp 2.000 m² Bruttogeschossfläche das Zentrum für Studium und Promotion, die Graduiertenakademie, studentische Lernräume sowie eine Cafeteria des Studierendenwerks Hamburg.

### Universitätsbibliothek der Technischen Universität Hamburg
Die 1979 gegründete Universitätsbibliothek der Technischen Universität Hamburg (TUB HH) befindet sich seit 1991 im Herzen des Campus und stellt mit der Mensa einen zentralen Orientierungspunkt dar.

### Mensa
Die Mensa wurde 1992 eröffnet und bot damals 120 Plätze. 1998 wurde ein Wintergarten angebaut und die Kapazität auf 420 Plätze erweitert. Täglich werden zwischen 2200 und 2400 Mittagessen verkauft.
Da die Mensakapazität nicht mehr für die Studierenden und Mitarbeiter ausreicht, wurde die Mensa im Dezember 2011 von einem Weihnachtsmarkt auf dem Campus ergänzt. Mit der Eröffnung der Cafeteria im Gebäude B ("ZESSP" – nach dem Bestimmungsnamen des Gebäudes Zentrum für Studium Promotion – ZSP) wurde das Angebot des Studierendenwerks auf den nördlichen Campus ausgedehnt.

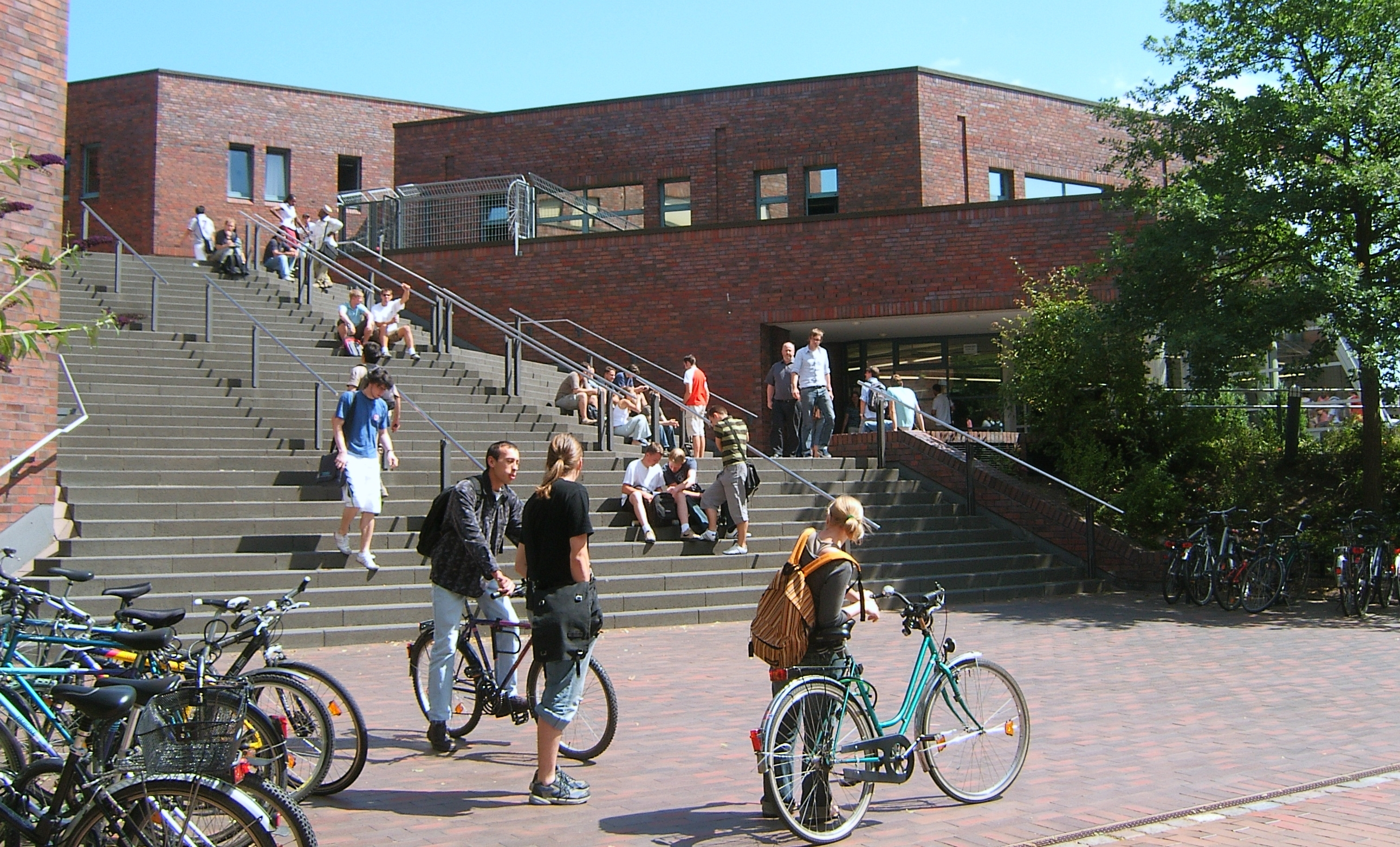
Treppe zwischen Mensa und Universitätsbibliothek
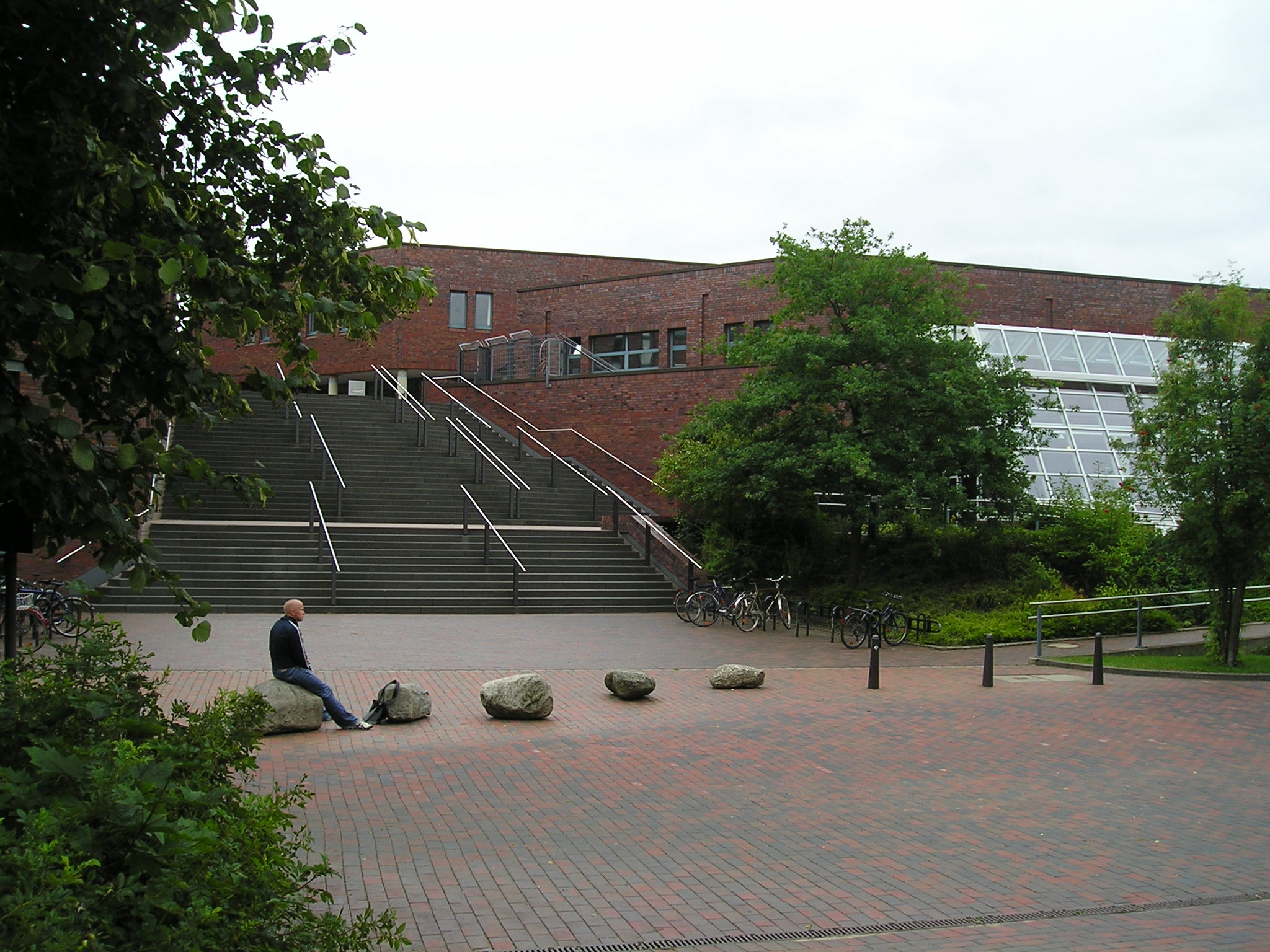
Mensa und im Vordergrund die Denickestraße

### Park

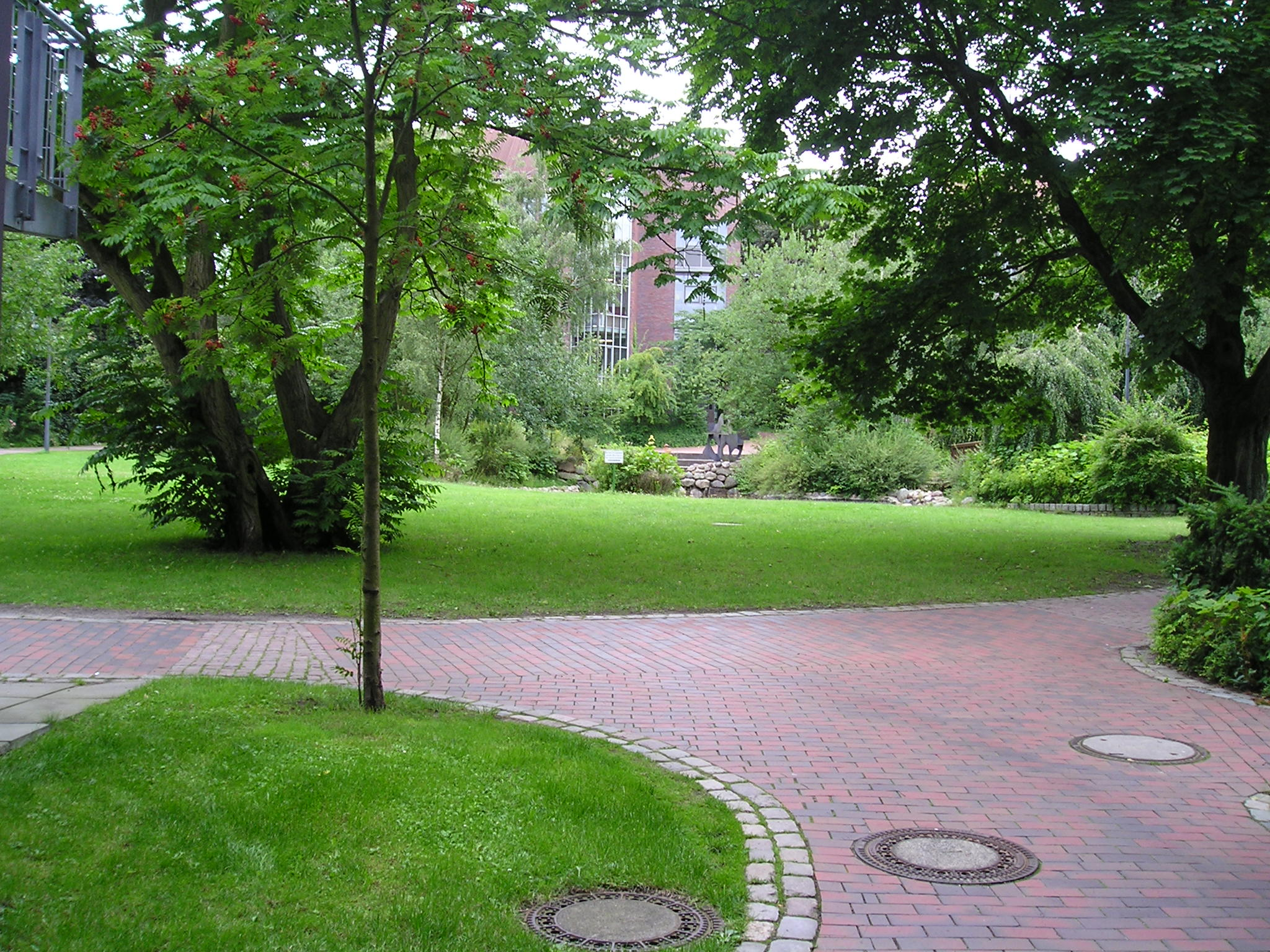
Der Park im südlichen Teil der TUHH, östliche Seite.
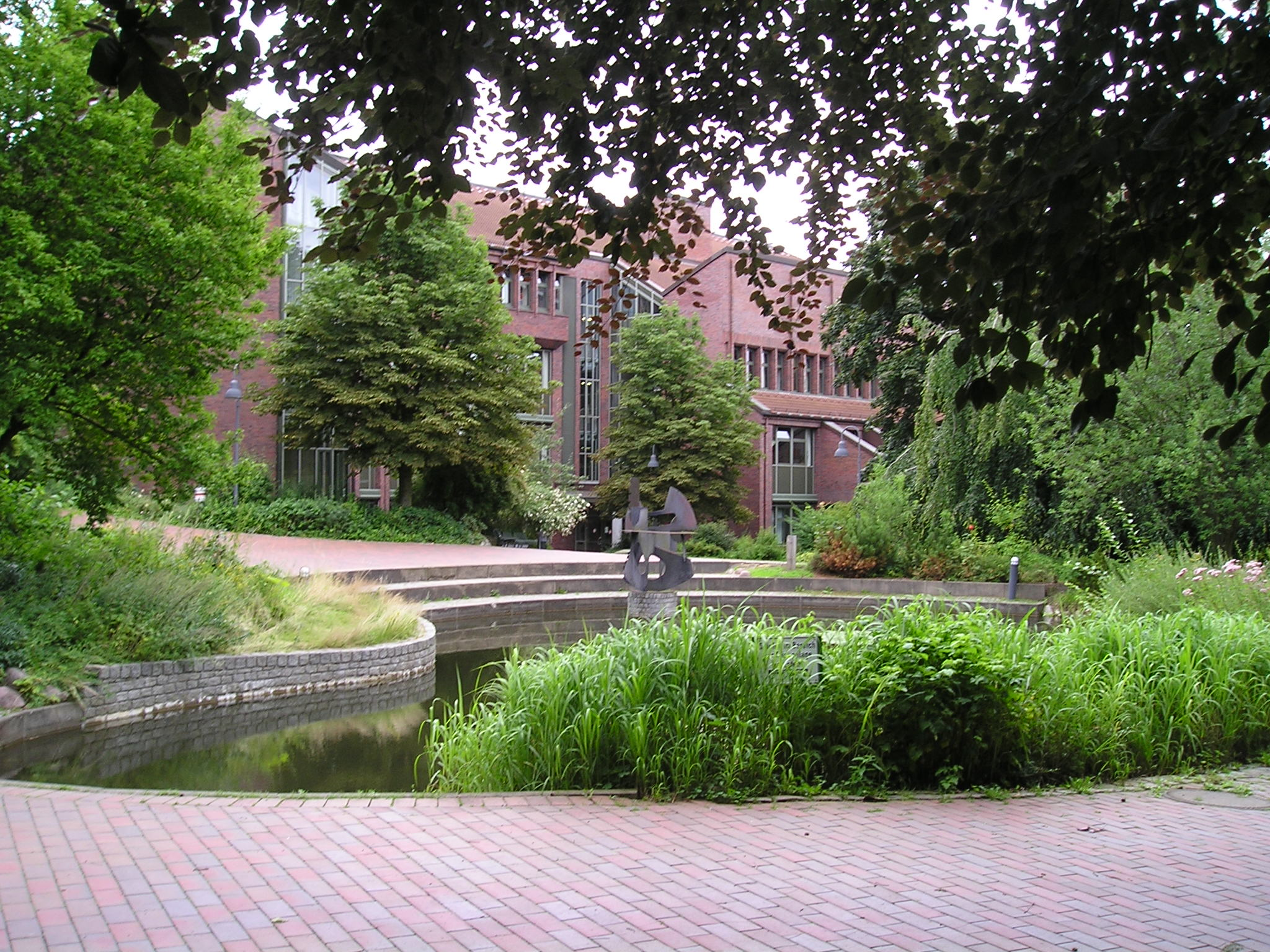
Teich im Park, von Süden.
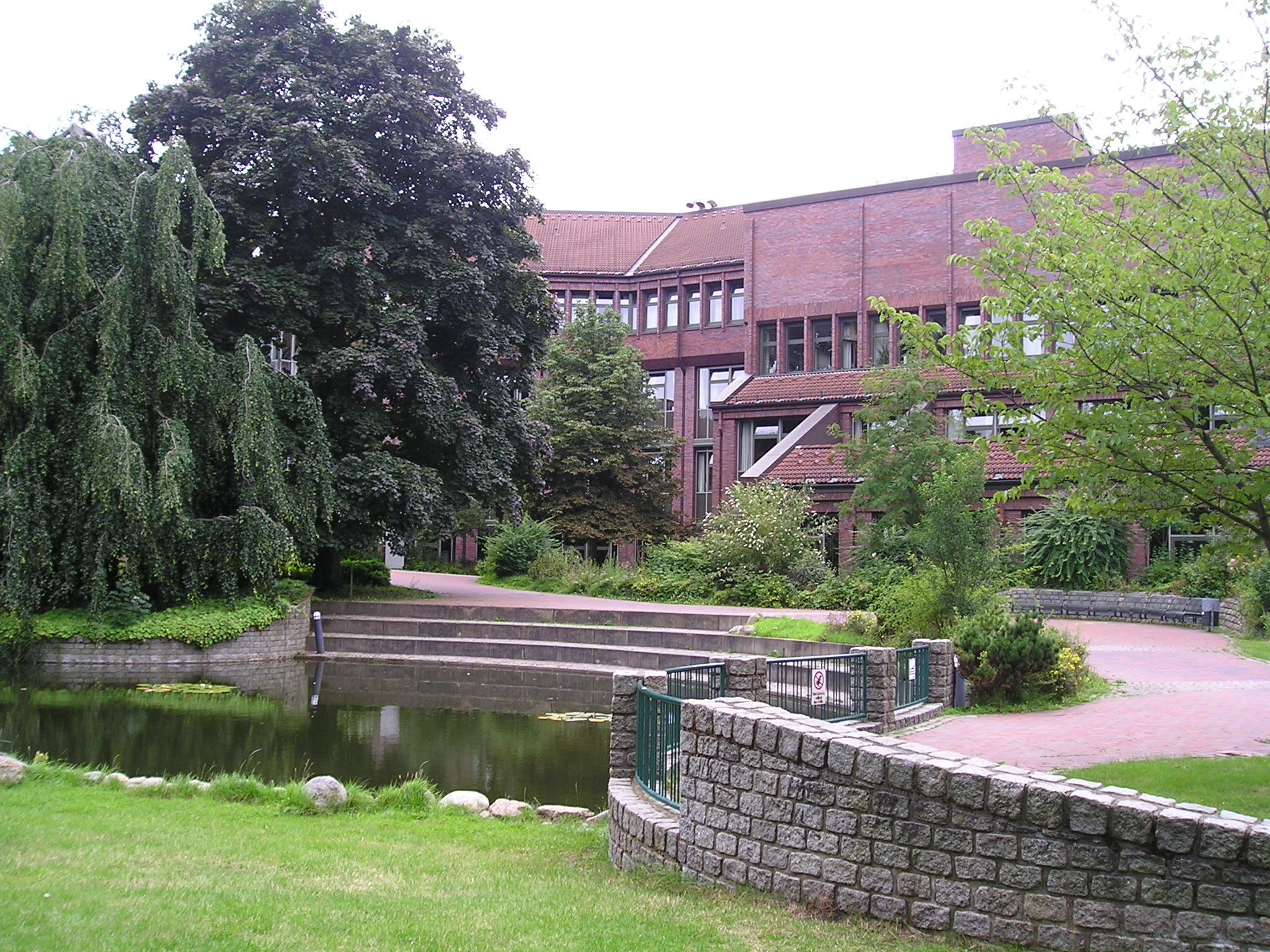
Teich von Norden.

### Kunst und Technik

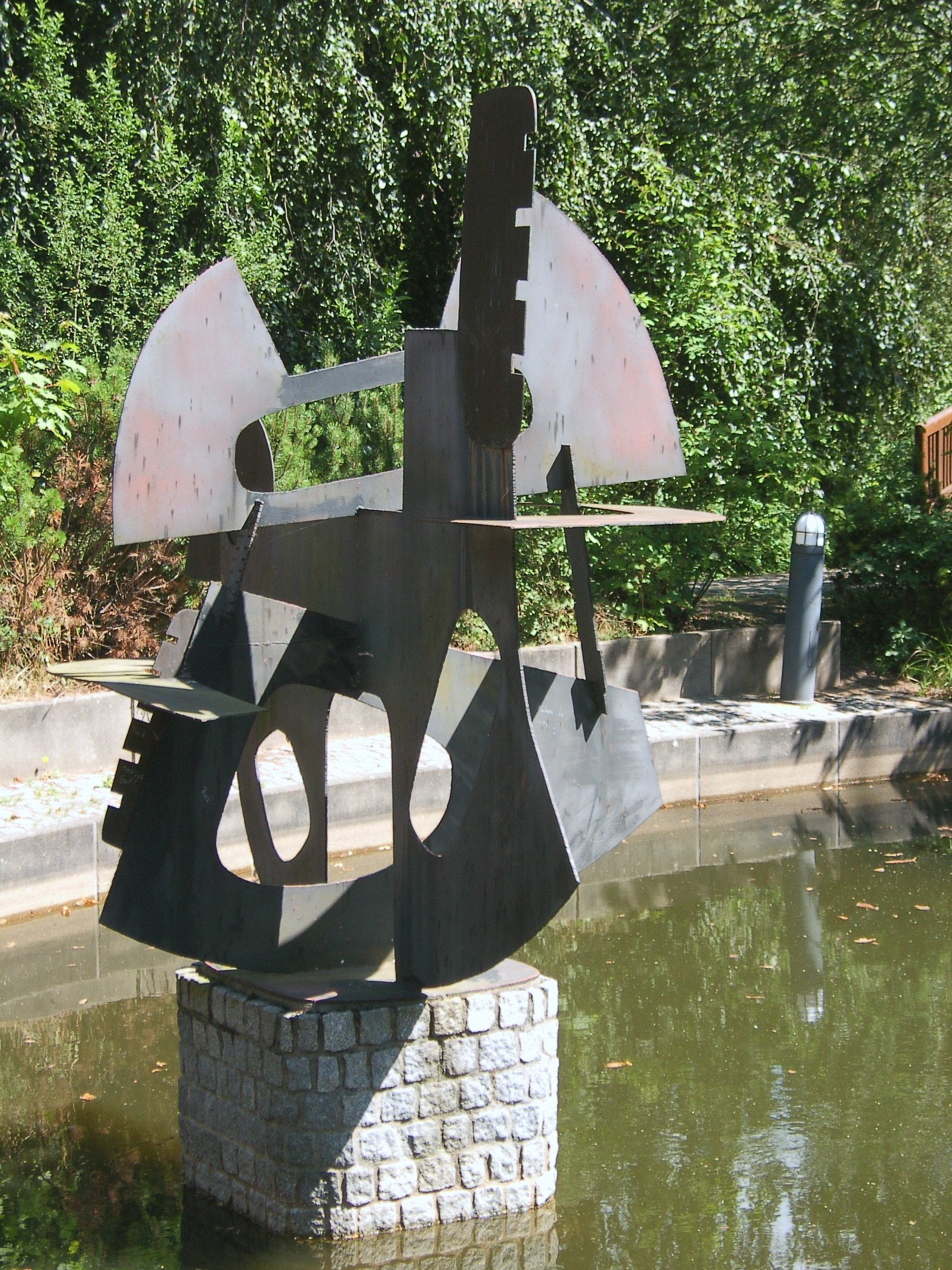
„Zwischen den Welten“ Berto Lardera 1959
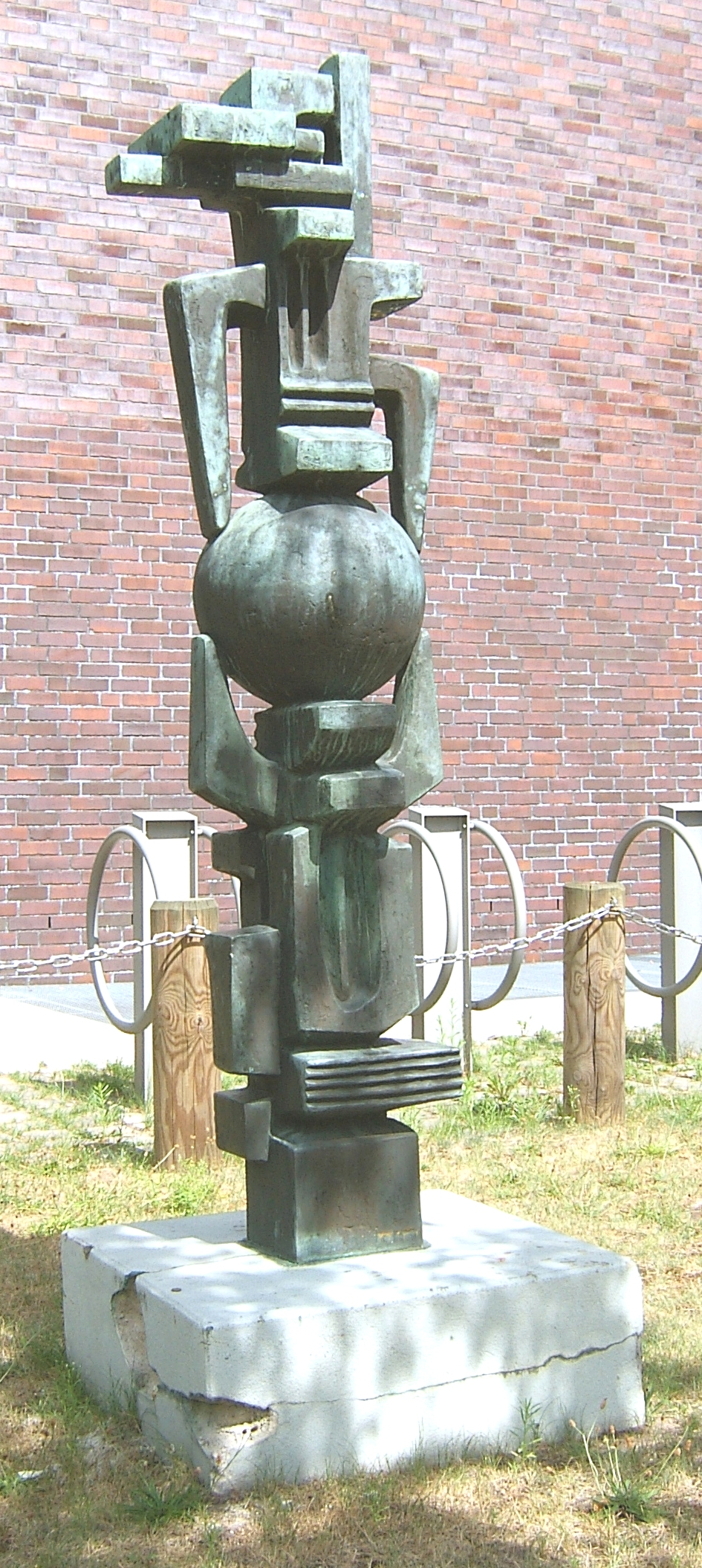
Stele „Moctezuma“ von Maria Pirwitz (1973)
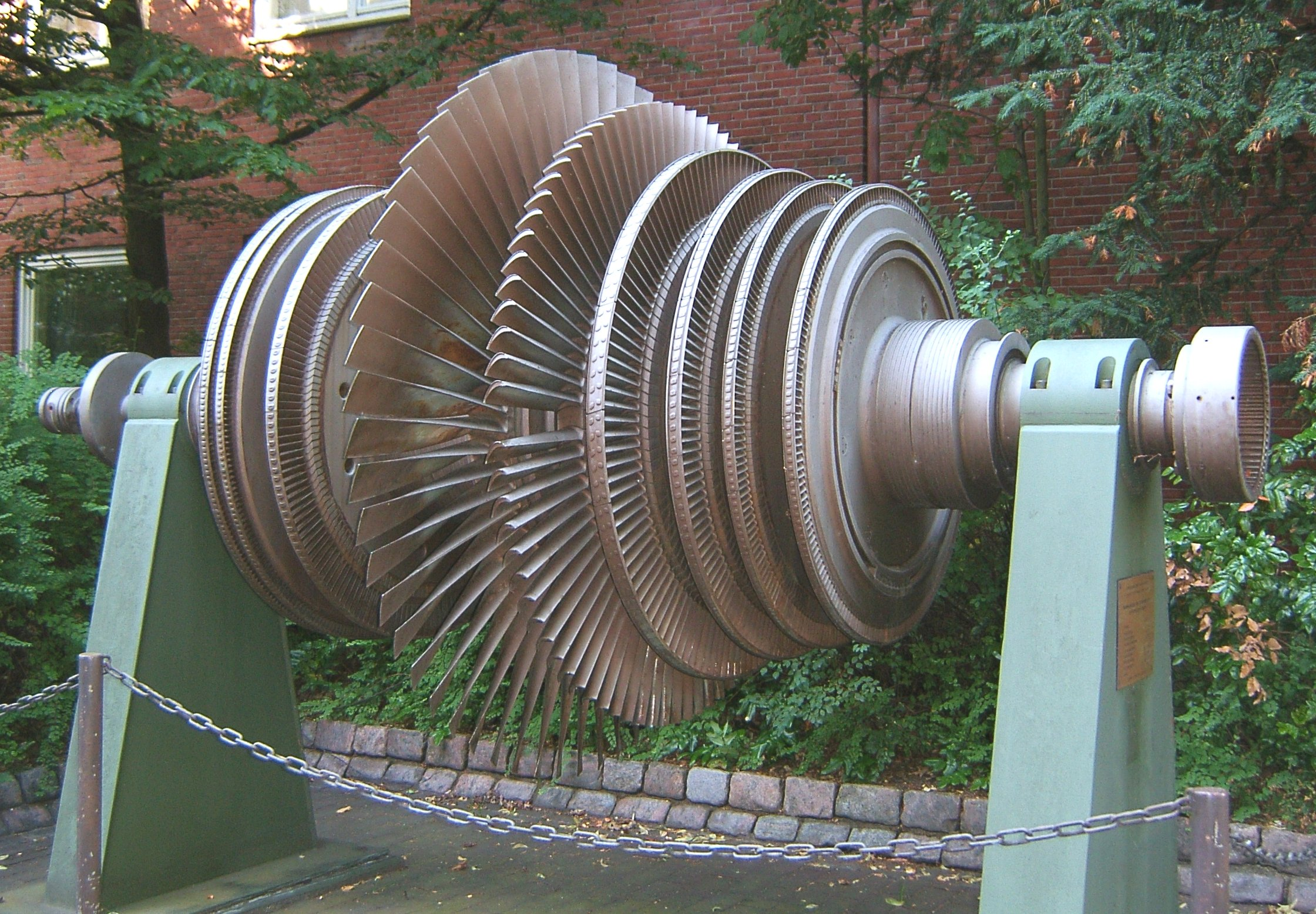
Niederdruckläufer einer Schiffsdampfturbine, Hersteller AEG Baujahr 1977

## Organisation der Lehre
Die Lehre an der TU Hamburg ist in sechs Studiendekanaten und einen Studienbereich organisiert:
- Bau- und Umweltingenieurwesen[34]
- Elektrotechnik, Informatik und Mathematik[35]
- Technologie und Innovation in der Bildung[36]
- Management-Wissenschaften und Technologie[37]
- Maschinenbau[38]
- Verfahrenstechnik[39]
- Studienbereich Fachverbindende Ingenieurwissenschaften und Technologien[40]

### Zentrum für Lehre und Lernen
Mit dem Zentrum für Lehre und Lernen (ZLL) unterhält die TUHH ein eigenes hochschuldidaktisches Zentrum. Das ZLL berät Lehrende zur Gestaltung von Lehr- und Lernprozessen in technischen Fächern, bietet entsprechende Weiterqualifizierungen an und koordiniert unterschiedliche Aktivitäten zur Verbesserung von Lehre und Lernen an der TUHH. Hierzu gehören u. a. ein Zentrum für betreutes Lernen („LearnING Center“) und ein Studieneinstiegsprojekt („Bachelor-Projekt“). Das ZLL wurde bzw. wird in beiden Förderperioden mit Mitteln des „Qualitätspakts Lehre“ gefördert. Der Wissenschaftsrat bewertete das ZLL in einem Gutachten über die MINT-Bereiche der Hamburger Hochschulen im Jahr 2015 als eine „hervorragende Einrichtung“, die „vorbildlich mit Blick auf die Qualitätssicherung der Lehre“ sei.
Dem ZLL angegliedert ist eine „Abteilung für Fachdidaktik der Ingenieurwissenschaften“. Schwerpunkt der Arbeit ist die Untersuchung des Verständnisses zentraler Begriffe und Zusammenhänge (u. a. sogenannte „threshold concepts“) in ingenieurwissenschaftlichen Grundlagenfächern, insb. in Mechanik, Elektrotechnik, Regelungstechnik und Informatik. Die Ausrichtung der zugehörigen Professur stellt aufgrund ihrer Spezialisierung für den technischen Bereich deutschlandweit eine Besonderheit dar.

## Studiengänge

### Bachelor-Studiengänge
(Quelle:)
- Allgemeine Ingenieurwissenschaften
- General Engineering Science (auslaufend)
- Bau- und Umweltingenieurwesen
- Chemie- und Bioingenieurwesen (seit Wintersemester 21/22)
- Computer Science
- Data Science (seit Wintersemester 20/21)
- Elektrotechnik und Informationstechnik
- Engineering Science (ersetzt General Engineering Science ab Wintersemester 20/21)
- Green Technologies: Energie, Wasser Klima (ersetzt Energie- und Umwelttechnik seit Wintersemester 21/22)
- Informatik-Ingenieurwesen
- Informationstechnologie (auslaufend)
- Wirtschaftsingenieurwesen – Fachrichtung Logistik und Mobilität
- Maschinenbau
- Mechatronik
- Schiffbau
- Technomathematik

### Master-Studiengänge
(Quelle:)
- Bauingenieurwesen
- Bioverfahrenstechnik (auslaufend bis SoSe 2025)
- Chemie- und Bioingenieurwesen (ab WiSe 2025/26)
- Chemical and Bioprocess Engineering
- Computer Science
- Data Science (ab Wintersemester 23/24)
- Electrical Engineering and Informationtechnology
- Energietechnik
- Environmental Engineering
- Global Technology and Innovation Management & Entrepreneurship (G-Time/Joint Master)
- Informatik-Ingenieurwesen
- Information and Communication Systems
- Internationales Wirtschaftsingenieurwesen
- Joint Master Interdisciplinary Mathematics
- Joint Master in Ship and Offshore Technology
- Lehramt Arbeitslehre/Technik
- Logistik, Infrastruktur und Mobilität
- Luftfahrttechnik
- Materialwissenschaft
- Mechanical Engineering and Management
- Mechatronics
- Mediziningenieurwesen
- Microelectronics and Microsystems
- Produktentwicklung, Werkstoffe und Produktion
- Regenerative Energien
- Schiffbau und Meerestechnik
- Technology Management
- Technomathematik/Industrial Mathematics (in Kooperation mit der Universität Hamburg)
- Theoretischer Maschinenbau
- Verfahrenstechnik (auslaufend bis SoSe 2025)
- Wasser- und Umweltingenieurwesen

### Diplomstudiengänge
Die TUHH bot bis zur vollständigen Umstellung auf das Bachelor/Master System folgende Diplomstudiengänge an:
- Elektrotechnik
- Biotechnologie-Verfahrenstechnik
- Verfahrenstechnik
- Maschinenbau
- Bauingenieurwesen und Umwelttechnik
- Energie- und Umwelttechnik
- Informatik-Ingenieurwesen
- Schiffbau

Die Diplomstudiengänge an der TUHH wurden im Rahmen des Bologna-Prozesses reformiert und werden seit dem Wintersemester 2007 nicht mehr angeboten. Die Studienpläne werden also nach dem ECTS-Punktesystem gestaltet. Der Regelabschluss soll ein Master of Science sein, es soll außerdem die Möglichkeit geben, mit einem berufsbefähigenden Bachelor die Universität nach sechs Semestern zu verlassen. Bis zum 1. Januar 2006 wurde auch der Studiengang Stadtplanung angeboten. Dieser ist seither Teil der HafenCity Universität Hamburg.

### Diplomstudiengänge im Hauptstudium
Die folgenden Studiengänge konnten nur mit bereits abgeschlossenem Vordiplom begonnen werden:
- Materialwissenschaft
- Mechatronik/Joint-Curriculum Mechatronik
- Mediziningenieurwesen

### Hochschulübergreifende Studiengänge

#### Abschluss Bachelor of Science (B.Sc.)
- Technomathematik (in Kooperation mit der Universität Hamburg)

#### Abschluss Master of Science (M.Sc.)
- Technomathematik/Industrial Mathematics (in Kooperation mit der Universität Hamburg)
- Joint Master Interdisciplinary Mathematics
- Joint Master in Ship and Offshore Technology

#### Lehramtsstudiengänge
Für das Lehramt an berufsbildenden Schulen
- Gewerblich-Technische Wissenschaften mit den beruflichen Fachrichtungen
  - Bautechnik
  - Elektrotechnik-Informationstechnik
  - Holztechnik
  - Medientechnik
  - Metalltechnik  
Für das Lehramt Sekundarstufe I und II und Sonderpädagogik
  - Arbeitslehre/Technik  Berufsbegleitende Masterstudiengänge
  - Digitaler Journalismus in Kooperation mit der Hamburg Media School[47]

#### Abschluss Diplom
- Technomathematik (ausgelaufen)

#### Abschluss Diplomingenieur
- Wirtschaftsingenieur (ausgelaufen)

## Schwerpunkte in der Forschung
Die Felder der Forschung gliedern sich in fünf Themen:
1. Advanced Materials & (Bio-)Processes
2. Aviation & Maritime Technologies
3. Cyber Physical & Medical Systems
4. Environmental & Energy Systems
5. Logistics, Mobility & Infrastructure

Die Forschungsstruktur der TU Hamburg gliedert sich dabei in anwendungsbezogene Felder und ein eher übergreifendes methodenorientiertes Element: Methods of Research in Science and Engineering.

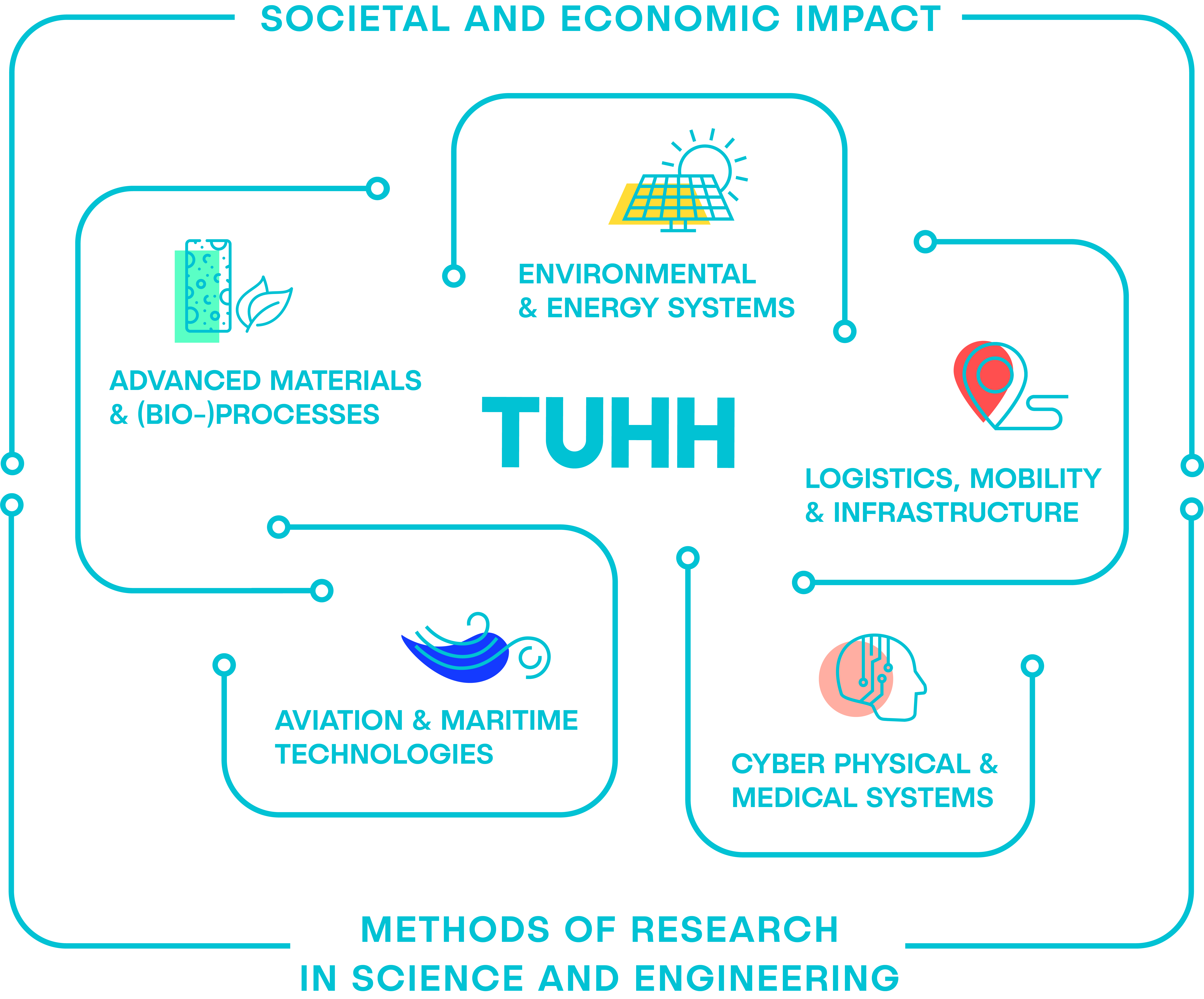

Organisatorisch ist die Forschung der TU Hamburg eng verzahnt mit der Lehre.
Methods of Research in Science and Engineering
Neben den anwendungsbezogenen Forschungsfeldern steht die Entwicklung der wissenschaftlichen Methoden in vielen Bereichen der TUHH im Vordergrund. Die Methoden werden allgemein in drei Bereiche aufgeteilt: experimentelle Methoden, Modellierung und Simulation sowie Data Science. Insbesondere in der Mathematik stellt die Methodenentwicklung den Kern der Forschung und wird in vielen Forschungsfeldern verwendet. Die Professoren, die den Kern ihrer Forschung in der Methodenentwicklung sehen, können sich anstatt den Forschungsfeldern dem Bereich „Methods of Research in Science and Engineering @ TUHH“ zuordnen. Eine zusätzliche Zuordnung neben den Forschungsfeldern ist ebenfalls möglich. Die Zuordnung der Professoren zu diesem Bereich findet im Rahmen der jährlichen Präsidiumsumfrage statt.
Societal and Economic Impact
Die Ergebnisse und Prozesse der universitären Forschung werden auch an ihrem Einfluss auf die Wirtschaft und die Gesellschaft gemessen. In dem Bereich „Societal and Economic Impact“ werden besonders gesellschaftsrelevante Forschungsthemen, Betätigungsfelder, Veranstaltungen sowie Projekte der TUHH dargestellt. Ferner dient der Bereich einer allgemeinen Darstellung der Kooperationen mit den Industriepartnern, inklusive relevanter Kennzahlen. Die Zuordnung der Professoren zu diesem Bereich findet im Rahmen der jährlichen Präsidiumsumfrage statt.
Durch die Vergabe von Forschungsmitteln durch die Deutsche Forschungsgemeinschaft (DFG) konnten an der TU Hamburg bislang vier Sonderforschungsbereiche, vier Forschungsgruppen und vier Graduiertenkollegs eingerichtet werden. Seit Mai 2024 befindet sich an der TU Hamburg das gemeinsam mit dem Institut für Wasser, Umwelt und Gesundheit der United Nations University (UNU-INWEH) betriebene UNU Hub „Engineering to face Climate Change“, das sich unter anderem durch Promotions- und Austauschprogramme dem Wandel des Ingenieurwesens angesichts von Klimafolgen widmen soll.

### Sonderforschungsbereiche
- Maßgeschneiderte Multiskalige Materialsysteme – M3 (SFB 986)
- Mikromechanik mehrphasiger Werkstoffe (SFB 371)
- Reinigung kontaminierter Böden (SFB 188)
- Prozeßnahe Messtechnik und systemdynamische Modellbildung für mehrphasige Systeme (SFB 238)
- SMARTe Reaktoren für die Verfahrenstechnik der Zukunft (SFB 1615)

### Forschungsgruppen
- Aktive und abstimmbare mikrophotonische Systeme auf der Basis von Silicon-On-Insulator (SOI)
- Submillimeterwellen-Schaltungstechnologie
- Schadensforschung und Schadensbeseitigung an Stahlkonstruktionen im Wasser
- Plastizität in Nanokristallinen Metallen und Legierungen

### Schwerpunktprogramme
- Techniken, Algorithmen und Konzepte für zukünftige COFDM-Systeme (TakeOFDM)
- Molekulare Modellierung und Simulation in der Verfahrenstechnik
- Poröse Medien mit definierter Porenstruktur in der Verfahrenstechnik – Modellierung, Anwendungen, Synthese
- Neuen recyclinggerechten Verbundwerkstoffen

### Graduiertenkollegs
- Kunst und Technik
- Seehäfen für Containerschiffe zukünftiger Generationen
- Meerestechnische Konstruktionen
- Biotechnologie
- Concepts and Algorithms for – and Usage of – Self-Explaining Digitally Controlled Systems (CAUSE)

### Landesexzellenzinitiative
Im Rahmen der ersten Runde der Hamburger Landesexzellenzinitiative werden zwei Forschungsbereiche der TUHH mit insgesamt 7,8 Millionen Euro gefördert:
- Fundamentals for synthetic biological systems
- Integrierte Materialsysteme

### Exzellenzcluster
Die Technische Universität Hamburg ist aktiv an mehreren Exzellenzclustern im Rahmen der Exzellenzstrategie von Bund und Ländern beteiligt und trägt damit zur internationalen Spitzenforschung bei. In einzelnen Clustern übernimmt sie zentrale Rollen, etwa die Sprecherschaft oder die wissenschaftliche Koordination in Schlüsseldisziplinen:
EXC 3120 – BlueMat: Water-Driven Materials: Im Exzellenzcluster BlueMat wird die TU Hamburg als Sprecherhochschule von Professor Patrick Huber vertreten. Ziel des Clusters ist es, neuartige „blaue Materialien“ zu entwickeln, deren Funktionalität durch gezielte Wasserwechselwirkungen mit komplex strukturierten Festkörpern entsteht. Anwendungsfelder umfassen wassergetriebene Aktuatoren, kapillaren Transport, feuchtigkeitsabhängige Farbgebung und Hydrovoltaik. Die TUHH leistet mit ihrer materialwissenschaftlichen und ingenieurtechnischen Expertise zentrale Beiträge zu diesem innovativen Forschungsfeld.
EXC 2037 – Climate, Climatic Change, and Society (CLICCS): Der Exzellenzcluster CLICCS untersucht interdisziplinär die Wechselwirkungen zwischen Klimawandel und gesellschaftlicher Transformation. Die TU Hamburg bringt ihre wissenschaftliche Kompetenz insbesondere in den Bereichen Küsteningenieurwesen, Wasserbau und Infrastruktur ein. Ziel ist es, fundierte Szenarien für nachhaltige Anpassung und Dekarbonisierung zu entwickeln. Vertreter der TUHH sind unter anderem die Professoren Peter Fröhle, Carsten Gertz und Nima Shokri. Vertreter der TUHH sind unter anderem Peter Fröhle, Carsten Gertz und Nima Shokri.
EXC 2176 – Understanding Written Artefacts: Im Cluster Understanding Written Artefacts erforschen Wissenschaftlerinnen und Wissenschaftler die materiellen, kulturellen und digitalen Dimensionen schrifttragender Objekte von der Antike bis zur Gegenwart. Die TU Hamburg beteiligt sich mit Beiträgen aus den Bereichen Materialwissenschaft, Physik und Informatik. Ziel ist ein umfassendes Verständnis sowie die digitale Erschließung und Erhaltung des schriftlichen Kulturerbes. Die Federführung liegt bei der Universität Hamburg, beteiligt sind neben der TUHH auch die Helmut-Schmidt-Universität und die Universität zu Lübeck.

## Institute und Arbeitsgruppen
Institute und Arbeitsgruppen TUHH:
- Global Water Security B-2 (ab WS 2025/26)
- Algorithmen und Komplexität E-11
- Angewandte Bautechnik T-1
- Autonome Cyber-Physische Systeme E-24
- Arbeit-Gender-Technik M-1
- Baustatik B-4
- Baustoffe, Bauphysik und Bauchemie B-3
- Betriebseinheit Elektronenmikroskopie M-26
- Bildgebende Prozesstechnik V-10
- Bildverarbeitungssysteme E-2
- Biomechanik M-3
- Biomedizinische Bildgebung E-5
- Bioprozess- und Biosystemtechnik V-1
- Chemische Reaktionstechnik V-2
- Controlling und Simulation W-1
- Data-Driven Innovation W-EXK2
- Data Engineering E-19
- Data Science Foundation E-21
- Digital Economics W-5
- Digitales und Autonomes Bauen B-1
- Eingebettete Systeme E-13
- Elektrische Energietechnik E-6
- Energietechnik M-5
- Entwerfen von Schiffen und Schiffssicherheit M-6
- Ethics in Technology E-EXK8
- Fachdidaktik der Ingenieurwissenschaften E-26
- Feststoffverfahrenstechnik und Partikeltechnologie V-3
- Flugzeug-Kabinensysteme M-25
- Flugzeug-Produktionstechnik M-23
- Flugzeug-Systemtechnik M-7
- Fluiddynamik und Schiffstheorie M-8
- Geohydroinformation B-9
- Geotechnik und Baubetrieb B-5
- Hochfrequenztechnik E-3
- Humanities B-6
- Human-Centric Machine Learning E-EXK7
- Innovationsmarketing W-3
- Integrated Circuits and Systems E-9
- Keramische Hochleistungswerkstoffe M-9
- Kommunikationsnetze E-4
- Konstruktion und Festigkeit von Schiffen M-10
- Kontinuums- und Werkstoffmechanik M-15
- Kunststoffe und Verbundwerkstoffe M-11
- Laser- und Anlagensystemtechnik T-2
- Logistik und Unternehmensführung W-2
- Lufttransportsysteme M-28
- Maritime Logistik W-12
- Massivbau B-7
- Massively Parallel Systems E-EXK5
- Material- und Röntgenphysik M-2
- Mathematik, Lehrstuhl Angewandte Analysis E-10
- Mathematik, Lehrstuhl Computational Mathematics E-10
- Mathematik, Lehrstuhl Diskrete Mathematik E-10
- Mathematik, Lehrstuhl Numerische Mathematik E-10
- Mathematik, Lehrstuhl Stochastik E-10
- Mechanik und Meerestechnik M-13
- Mechatronik (im Maschinenbau) M-4
- Medizintechnische und intelligente Systeme E-1
- Mehrphasenströmungen V-5
- Metall- und Verbundbau B-8
- Mikrosystemtechnik E-7
- Modellierung und Berechnung M-16
- Nachrichtentechnik E-8
- Networked Cyber-Physical Systems E-17
- Operating Systems E-EXK4
- Optische und Elektronische Materialien E-12
- Management und Entscheidungswissenschaften W-9
- Produktentwicklung und Konstruktionstechnik M-17
- Produktionsmanagement und -technik M-18
- Quantitative Unternehmensforschung und Wirtschaftsinformatik W-4
- Quantum Inspired and Quantum Optimization E-25
- Regelungstechnik E-14
- Resilient and Sustainable Operations and Supply Chain Management W-EXK1
- Schiffsmaschinenbau M-12
- Secure Cyber Physical Systems E-15
- Smart Sensors E-EXK3
- Smarte Entwicklung und Maschinenelemente M-19
- Software Security E-22
- Softwaresysteme E-16
- Strategisches und Internationales Management W-10
- Strukturdynamik M-14
- Strukturmechanik im Leichtbau M-24
- Systemverfahrenstechnik V-4
- Technische Bildung und Hochschuldidaktik T-3
- Technische Biokatalyse V-6
- Technische Logistik W-6
- Technische Mikrobiologie V-7
- Technische Thermodynamik M-21
- Technologie- und Innovationsmanagement W-7
- Theoretische Elektrotechnik E-18
- Theoretische Informatik E-EXK6
- Thermische Verfahrenstechnik V-8
- Umwelttechnik und Energiewirtschaft V-9
- Unternehmertum W-11
- Verkehrsplanung und Logistik W-8
- Wasserbau B-10
- Wasserressourcen und Wasserversorgung B-11
- Werkstoffphysik und -technologie M-22

Der Buchstabe steht für das jeweilige Studiendekanat (M für Maschinenbau, V für Verfahrenstechnik, W für Management-Wissenschaften und Technologie, T für Technologie und Innovation in der Bildung, E für Elektrotechnik, Informatik und Mathematik, B für Bau- und Umweltingenieurwesen), die Nummer ist die jeweilige Instituts- oder Arbeitsgruppennummer.

## Gremien und Ausschüsse
Gemäß dem Hamburgischen Hochschulgesetz ist das Studierendenparlament (StuPa) das höchste Gremium der studentischen Selbstverwaltung und der akademische Senat das höchste Gremium der akademischen Selbstverwaltung.
Da die TUHH keine Fakultäten besitzt, werden Studierende je nach Studiendekanat einer von acht Fachschaften zugeordnet. Studierende der Allgemeine Ingenieurwissenschaften/General Engineering Sciences (AIW/GES) bilden eine zusätzliche Fachschaft und sind keinem Studiendekanat zugeordnet. Die Mitglieder einer Fachschaft wählen jährlich Fachschaftsräte. Mitglieder des Fachschaftsrats Schiffbau sind häufig zeitgleich Amtsträger des Vereins Heylige Frawe Latte, einer studentischen Verbindung an der TUHH.

## Studienbeiträge

### Studiengebühren
Das Studienfinanzierungsgesetz zur Einführung von Studiengebühren wurde am 28. Juni 2006 von der Hamburger Bürgerschaft beschlossen und führte zur erstmaligen Erhebung der Gebühren in Höhe von 500 Euro im Sommersemester 2007. Zum Wintersemester 2008/09 ist die Höhe auf 375 Euro pro Semester gesenkt und das Modell der nachgelagerten Studiengebühren eingeführt worden. Die Hamburger Bürgerschaft entschied 2011, die Studiengebühren zum Wintersemester 2012/2013 abzuschaffen und vollständig zu kompensieren.

### Semesterbeitrag
Der Semesterbeitrag ist von allen eingeschriebenen Studierenden zu entrichten und betrug im Sommersemester 2024 337,00 Euro.
- 23,10 Euro für die Aufgaben der studentischen Selbstverwaltung (AStA)
- 85,00 Euro für die sozialen Aufgaben des Studierendenwerks Hamburg
- 176,40 Euro für das Semesterticket (sechs Monate für das Deutschlandticket)
- 2,50 Euro für den Härtefonds des Semestertickets
- 50,00 Euro Verwaltungskostenbeitrag

## 11. September 2001

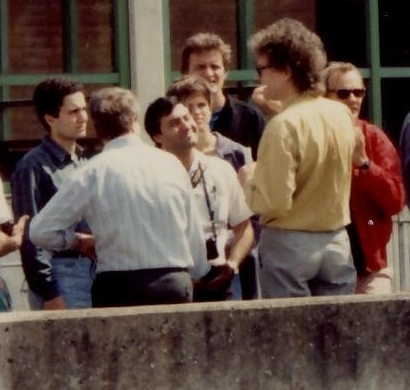
Mohammed Atta als Student (links)

Seit dem Herbst 2001 wird die TUHH mit den Terroranschlägen vom 11. September 2001 in Verbindung gebracht, da Mitglieder der sogenannten Hamburger Zelle an der TUHH studierten und dort eine Islam-Arbeitsgemeinschaft unterhielten. Bekanntester Vertreter jener Gruppe war Mohammed Atta, vermutlicher Anführer der Attentäter, der von 1993 bis 1999 Stadtplanung studierte.
Die Räume, die von der Islam-AG genutzt wurden, beherbergten über viele Jahre verschiedene Arbeitsgemeinschaften der TUHH. Die Räume waren unter studentischer Verwaltung, konnten also von allen Studierenden für verschiedene Zwecke genutzt werden.

## Regelmäßige Veranstaltungen
Regelmäßig finden folgende Veranstaltungen an der TUHH statt:
- TUHH4u – Informationsveranstaltung für Studieninteressierte[62]
- Schnupperstudium
- Amateurfunkflohmarkt der DL0TUH (Amateurfunk AG).[63]
- MINT-Camp – Camp für naturwissenschaftlich-technisch besonders begabte Schüler
- Theateraufführung der Theater AG
- TUHH goes music – Konzerte der TUHH Big Band SwingING, SingING und SymphonING.[64]
- TUHH Sommerfest – Gemeinsames Fest der Institute, des AStAs, der Fachschaftsräte, AGs und Firmen.
- Robotik-Camp[65]
- Das jährliche Forum Zukunftsorientierte Steuerung in Kooperation mit der Führungsakademie der Bundeswehr.[66]